# Live Chronicles
Live Chronicles es un álbum en directo de Hawkwind, lanzado por GWR en 1986.
El álbum fue grabado en el Hammersmith Odeon de Londres, a fines de 1985, durante la gira promocional de "The Chronicle of the Black Sword", y editado como LP doble al año siguiente.

## Lista de canciones
Lado A
1. Song of the Swords (Brock)
2. Dragons and Fables (Lloyd-Langton)
3. Narration (Bainbridge)
4. The Sea King (Lloyd-Langton)
5. Angels of Death (Brock)

Lado B
1. Shade Gate (Bainbridge) – 3:54
2. Rocky Paths (Huw Lloyd-Langton, Marion Lloyd-Langton)
3. Narration - Elric The Enchanter (Part 1) (Brock)
4. The Pulsing Cavern (Bainbridge, Davey)
5. Master of the Universe (Brock, Nik Turner)
6. Dreaming City (Lloyd-Langton)

Lado C
1. Choose Your Masques (Brock, Moorcock)
2. Fight Sequence (Bainbridge, Brock)
3. Needle Gun (Brock)
4. Zarozinia (Brock, Tait)
5. Lords of Chaos (Bainbridge, Brock)
6. The Dark Lords (Bainbridge, Brock)
7. Wizards of Pan Tang (Bainbridge, Brock, Davey, Lloyd-Langton, Thompson)

Lado D
1. Moonglum (Lloyd-Langton)
2. Elric the Enchanter (Part 2) (Davey)
3. Conjuration of Magnu (Brock)
4. Magnu (Brock)
5. Dust of Time (Bainbridge, Brock, Lloyd-Langton)
6. Horn of Fate (Brock)

## Personal
- Dave Brock: guitarra, voz, sintetizadores, teclados
- Huw Lloyd-Langton: guitarra líder, voz
- Harvey Bainbridge: teclados, sintetizadores, voz
- Alan Davey: bajo, coros
- Danny Thompson Jr: batería